# 晴れのち四季部
晴れのち四季部（はれのちしきぶ）は、ひのたによる日本のボーイズラブ漫画。日本の四季をその季節ごとの行事を体験して楽しむ「四季部」を通じて、主人公の二人がカップルとしても成長していくライトなボーイズラブ作品である。刊行される漫画は全編カラー漫画となっている。

## 概要
2017年（平成29年）4月3日、COMICフルールのツイッター公式アカウントにて連載が開始され、10月27日に第1巻が発売された。
2020年（令和2年）1月17日、同年4月18日・19日に東京芸術センターの天空劇場に於いて朗読劇を開催することが発表された。しかし3月13日、新型コロナウイルス感染症の感染拡大により、朗読劇の中止が決定された。
2022年（令和4年）12月9日からボイスコミックで配信が始まった。
2023年（令和5年）4月9日、2020年時に決まっていたキャストを一新し、朗読劇が京王聖蹟桜ヶ丘ショッピングセンターにてようやく開催された。

## あらすじ
野原日乃は、高校入学すぐ、校門横の桜を見て涙する男子生徒を見かけるが、その男子生徒は、少し遅れて同じクラスに入学してきた一瀬大和であった。後ろの席になったことで日乃は大和と関わるようになるが、大和は自己紹介で「四季部」と黒板に書いて勧誘を行い、部活紹介で許可なく登壇するなど突飛な行動をとり、日乃は早々にツッコミ役となっていった。そんな中で四季部創設の危機を知った日乃は、創設に「付き合ってやる！」と豪語する。大和は、これを交際の提案と受け取り、日乃と大和の「四季部」の活動と「恋人」としての学生生活が始まっていく。

## 登場人物
声の項はボイスコミック / 朗読劇の順。

### 主要人物
野原日乃（のはら はるの）
声：下野紘 / 土田玲央
高校一年生。四季部副部長。
桜和（）中学校サッカー部ミッドフィルダー出身。怪我のため引退。姉・兄がいる。
一瀬大和（ひとせ やまと）
声：古川慎 / 中島ヨシキ
高校一年生。四季部部長。
帰国子女。母を病気で亡くして帰国した。
鳴子雷（なるこ あずま）
声：峯田大夢（ボイスコミック・朗読劇共通）
高校二年生。
中学時代のサッカー部の日乃の先輩で、家も近所。好きな季節は夏。
嵐谷千秋（あらしだに ちあき）
声：深町寿成（朗読劇のみ）
高校二年生。
日乃が憧れるサッカー部員。和菓子屋を営む家の息子。

### 友人たち
小野寺（おのでら）
高校サッカー部。雷・千秋の友人。センター分け。
清水（しみず）
高校サッカー部。雷・千秋の友人。眼鏡を掛けている。

### 教師たち
校長先生
声：前田雄
活動で何かしたいとき、校内放送で許可を出すなど、四季部の活動に協力的。
担任
声：前田雄
日乃・大和のクラスの担任。教科は古文を担当している。スキンヘッド。

### 主要人物の家族
日乃の姉
声：相坂優歌
日乃のことを「日（）ちゃん」と呼んでいる。
大和の母
声：生田善子
物語開始時、故人。高校一年生のとき見た校門横の桜の記憶を大和に語っている。

## 書誌情報
- ひのた『晴れのち四季部』KADOKAWA〈MFCジーンピクシブシリーズ〉、既刊3巻
  1. 2017年10月27日発売[* 2]、ISBN 978-4-04-069309-5
  2. 2019年2月27日発売[* 7]、ISBN 978-4-04-065357-0
  3. 2022年2月28日発売[* 8]、ISBN 978-4-04-680982-7